# Phytobia pruni
Phytobia pruni este o specie de muște din genul Phytobia, familia Agromyzidae. A fost descrisă pentru prima dată de Grossenbacher în anul 1915.
Este endemică în New York. Conform Catalogue of Life specia Phytobia pruni nu are subspecii cunoscute.